# Paul Buntrock
Paul Buntrock (* 3. April 1915 in Berlin; † 21. November 1985) war ein Offizier in der Luftwaffe der Wehrmacht und später Generalmajor der Luftwaffe der Bundeswehr.

## Leben
Buntrock trat am 2. März 1936 in die Luftwaffe ein und absolvierte bis zum 24. August 1939 eine Ausbildung an der Luftwaffennachrichtenschule in Halle/Saale. Zum 15. November 1939 wechselte er in die Fliegerkompanie des Luftnachrichten-Regiments des Oberbefehlshabers der Luftwaffe (Ln.-Rgt. Ob.d.L.). Er nahm am Westfeldzug teil und war ab dem 13. Juni 1940 Verbindungsoffizier bei der italienischen Luftwaffe in Rom. Dort wurde er am 1. Juli 1940 zum Oberleutnant befördert. Ab 21. Dezember 1940 nahm er Aufgaben im Stab des Luftnachrichten-Regiments 40 wahr, bevor er am 23. August 1941 in die Luftnachrichten-Kompanie des Kampfgeschwaders 3 wechselte. Dieses Geschwader war zu diesem Zeitpunkt dem II. Fliegerkorps der Luftflotte 2 im Krieg gegen die Sowjetunion unterstellt. Zum 29. November 1941 übernahm er diese Kompanie als Chef und blieb dies bis zum 1. November 1942. Anschließend nahm er an einem Generalstabslehrgang an der Luftkriegsschule 2 in Berlin-Gatow teil. Nachdem er diesen im Oktober 1943 abgeschlossen hatte, wechselte er, inzwischen als Hauptmann, ins Reichsluftfahrtministerium. Am 1. Februar 1944 übernahm er Aufgaben im Generalstab der Luftwaffe, wo ihn am 1. Mai 1944 auch die Beförderung zum Major erreichte. Am 1. November 1944 ging er dann als Erster Generalstabsoffizier (Ia) in den Stab des Höheren Nachrichtenführers der Luftflotte 4, bevor er am 27. Februar 1945 Nachrichtenführer der 4. Fliegerdivision wurde. Dort erlebte er das Kriegsende.
Im Jahre 1956 trat er in die Luftwaffe der Bundeswehr ein. Von 1962 bis zur Auflösung 1963 war er als Oberst i. G. Chef des Stabes des 1. Luftverteidigungsdivision. Anschließend war er bis 1966 Chef des Stabes der aus der 1. Luftverteidigungsdivision 1. Luftwaffendivision. Es folgte als Brigadegeneral seine Kommandierung als stellvertretender General der Führungsdienste der Luftwaffe im Luftwaffenamt. 1967 wurde er General der Führungsdienste. Später war er von Oktober 1970 bis März 1971 erster Kommandeur des Luftwaffenführungsdienstkommandos. Er ging als Generalmajor in den Ruhestand.
Am 18. Mai 1973 wurde er mit dem Großen Verdienstkreuz des Verdienstordens der Bundesrepublik Deutschland ausgezeichnet.